# Allfinance
Az allfinance (németesen Allfinanz) fogalmat manapság gyakran pénzügyi közvetítő irányzatnak értelmezik. 
Klasszikus értelmezése azonban eltér ettől:
A '80-as évektől terjedt el Európában a banki és biztosítási tevékenység összefonódása. E jelenség leírására új kifejezések is megjelentek a szakirodalomban, így a francia eredetű bankassurance, illetve a német eredetű allfinanz. A bankok és a biztosítók együttműködése különböző formákban jelentkezhet. Előfordul, hogy a bank egy biztosító ügynökeként működik, esetleg pénzügyi tanácsaóként több biztosítótársaság termékeit is kínálja. Olyan esetek is vannak, amikor a bank és a biztosító kölcsönösen egymás rendelkezésére bocsátja a hálózatát, de az is előfordul, hogy a bank alapít biztosítással foglalkozó leányvállalatot, vagy magába olvaszt egy biztosítót.
Az Európai Unióban az első bank- és biztosítási direktívák korlátozták vagy tiltották mind a bankok, mind pedig a biztosítók más ágazatokban való tevékenységét. A bankassurance/allfinanz tevékenység folytatása egy holding vagy pénzügyi konglomerátum keretein belül valósulhatott meg. A Második Bankdirektíva és a biztosítást szabályzó direktíva már nem tartalmazott ilyen korlátozást.
A bankassurance/allfinanz legfejlettebb fajtájának azt tekinthetjük, amikor a bank biztosító leányvállalatot alapít, vagy megvesz egy már működő biztosítótársaságot. 
Forrás: Banküzemtan (2003., Budapesti Közgazdaságtudományi és Államigazgatási Egyetem Pénzügyi Intézet)
Manapság tehát a pénzügyi közvetítő cégek is alkalmazzák magukra az allfinanz megjelölést. Az effajta értelmezésben tehát gyakorlatilag allfinanz módon közvetítő, illetve tanácsadó cégekről van szó, de a klasszikus jelentéstől lényegesen eltér az így értelmezett fogalom.
Az alkalmazotti vagy szerződéses jogviszonyban dolgozó közvetlen értékesítőtől (ügynöktől), többes ügynöktől, illetve brókertől eltérően a közvetített termékek köre nem korlátozódik sem egyetlen pénzpiaci szegmensre, sem egyetlen vállalatra. A közvetlen értékesítő egyetlen cég megbízásából, a többes ügynök több cég megbízásából, és a megbízó cég felelősségére jár el. A bróker a pénzpiac egyetlen szegmenséből (pl biztosítási vagy banki) közvetít, a saját felelősségére. Az allfinanz pénzügyi tanácsadó össz-pénzpiaci tanácsadói-közvetítői szolgálatot lát el, a saját felelősségére: az ügyfél megbízásából, az ügyfél igényeinek, céljainak és lehetőségeinek figyelembevételével választja ki a számára megfelelő termékeket a teljes pénzpiac bármelyik szegmenséből.
Magyarországon többek között az OVB Vermögensberatung Kft. és az MPK Magyar Pénzügyi Közvetítő Zrt. értékesítői struktúrája alkalmazza.